# Środa Śląska (przystanek kolejowy)
Środa Śląska (niem. Neumarkt (Reichsbahnhof)) – przystanek osobowy i ładownia publiczna oraz posterunek odgałęźny na linii kolejowej nr 275 Wrocław Muchobór – Gubinek. Do 2011 r. stacja kolejowa, a w latach 1926–1966 stacja węzłowa - początkowa dla kolejki dojazdowej, która łączyła centrum miejscowości z państwowym dworcem kolejowym.

## Położenie
Przystanek Środa Śląska położony jest na północnych peryferiach miasta, około 3 km od rynku, przy przejeździe kolejowo-drogowym kategorii A w ciągu ul. Kolejowej na drodze Środa Śląska – Szczepanów. Budynek dworca zlokalizowany jest przy ulicy Stacyjnej.
Przystanek znajduje się na wysokości 110 m n.p.m.

## Historia

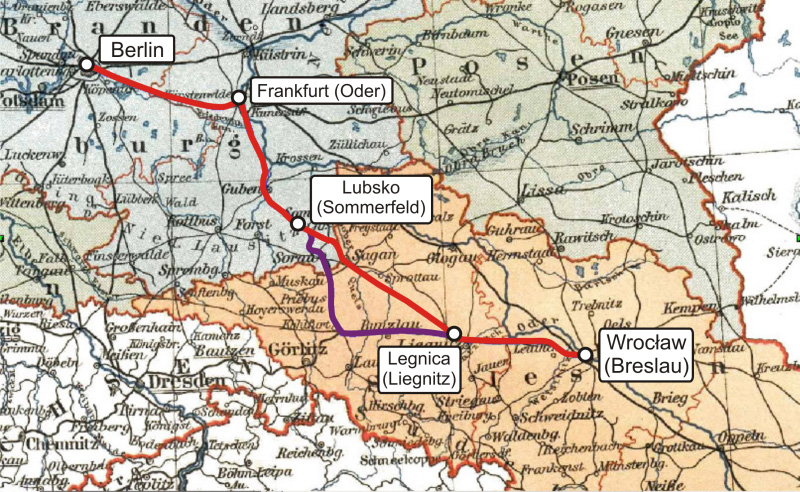
Przebieg linii Kolei Dolnośląsko-Marchijskiej

### Geneza
Kolej żelazna dotarła w okolice Środy Śląskiej na przełomie 1843 i 1844 roku, podczas budowy przez Kolej Dolnośląsko-Marchijską linii kolejowej z Wrocławia w kierunku Berlina i Drezna. Odcinek Wrocław – Legnica, na którym leży przystanek, zaczęto budować 29 sierpnia 1843 r., natomiast otwarto 18/19 października 1844 r. Stacja Środa Śląska (wówczas Neumarkt) była jednym z pierwszych sześciu punktów handlowych między Wrocławiem a Legnicą.

### Przed 1945 r.
Mimo nazwy, stacja Neumarkt była oddalona około 4 kilometry od ówczesnego miasta. Priorytetem przy budowie linii do Berlina było zapewnienie transportu węgla kamiennego ze śląskich kopalni w głąb Prus, dlatego magistralę poprowadzono w terenie bardziej płaskim, dążąc do możliwie najkorzystniejszego zbliżenia się do portu rzecznego w Malczycach. Miasto, ulokowane w średniowieczu w sposób charakterystyczny dla starych osad na wzniesieniu, znalazło się na uboczu powstałej trasy.

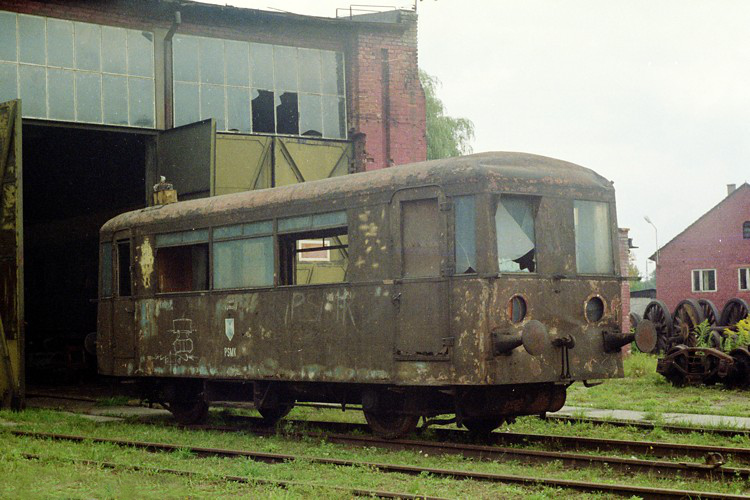
Zachowany wagon motorowy VT-10 stacjonujący w Parowozowni Skierniewice. Taki sam pojazd obsługiwał przewozy pasażerskie na kolejce średzkiej w latach 1935-1936.

Niekorzystne położenie stacji kolejowej spowodowało z biegiem czasu utratę konkurencyjności Środy Śląskiej względem innych miast, a co za tym idzie, pogorszyło sytuację gospodarczą miasta. W latach dwudziestych XX w. samorząd usiłował temu zaradzić, finansując z dostępnych podczas kryzysu gospodarczego środków pomocowych dla wschodnich regionów Niemiec budowę normalnotorowej linii kolejowej, będącej połączeniem pasażerskiej kolei dojazdowej i bocznicy towarowej do centrum. Zbudowana w trzy lata Linia kolejowa Środa Śląska – Środa Śląska Rynek funkcjonowała od 26 lipca 1926 r. Ruch pasażerski prowadziły przypominające tramwaje, bądź dzisiejsze szynobusy, niewielkie wagony motorowe. Po blisko dziesięciu latach, w wyniku rosnącej nieopłacalności przewozów, dotychczasowe wagony zwane pieszczotliwie przez mieszkańców "myszkami" (z uwagi na rzadki wówczas, opływowy kształt czoła) zastąpiono bardziej ekonomicznym pojazdem marki WUMAG, ostatecznie zaś w 1936 r. pociągi pasażerskie zastąpiono komunikacją autobusową. Jedynie podczas II wojny światowej, gdy wojenny kryzys paliwowy zatrzymał kursowanie autobusów, na kolejce dojazdowej nieregularnie pojawiały się mieszane pociągi osobowo-towarowe.

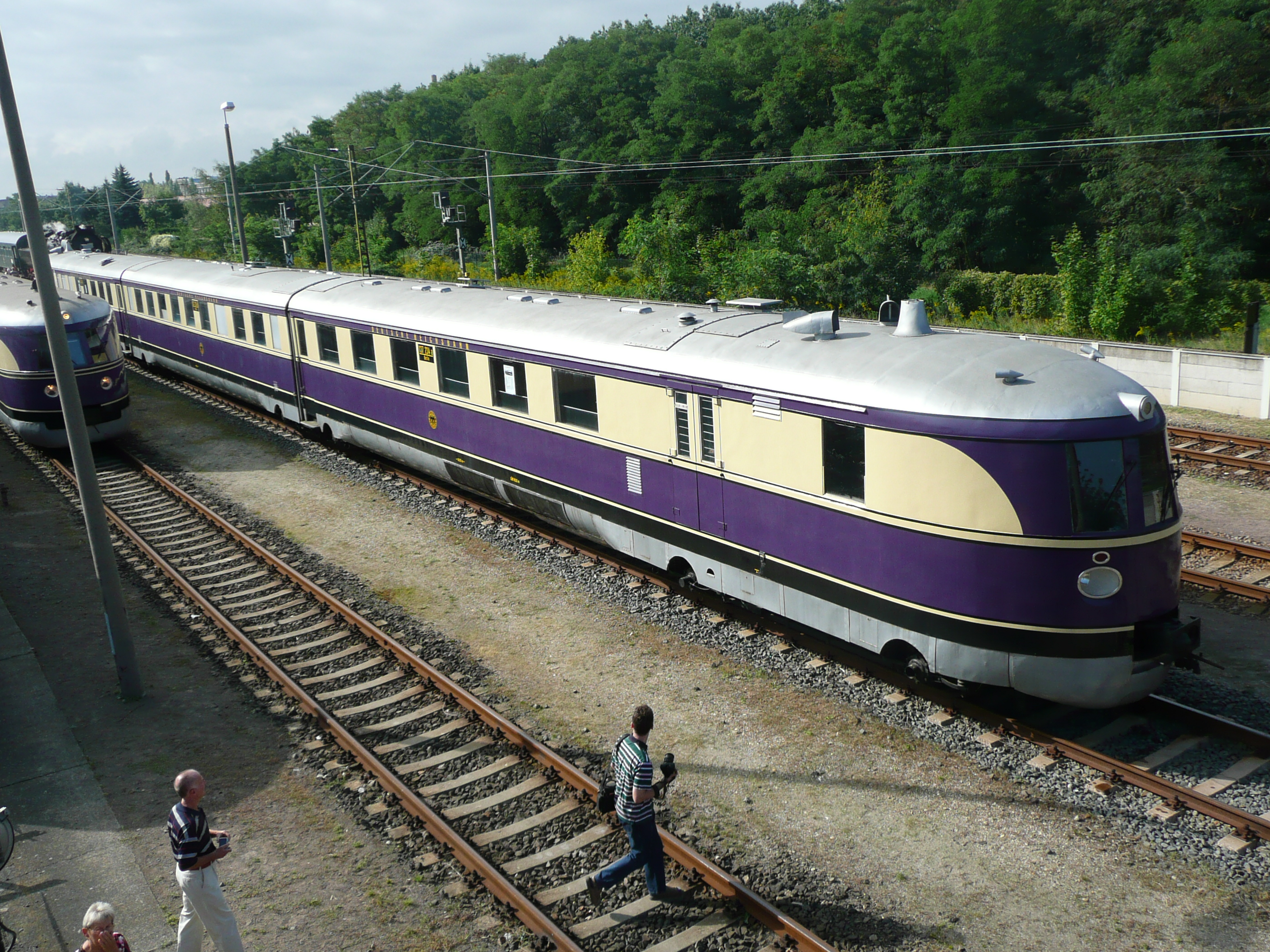
Odrestaurowany egzemplarz spalinowego zespołu trakcyjnego typu SVT 137 (Leipzig). M.in. ten pojazd obsługiwał pociągi Latający Ślązak, przejeżdżające przez Środę Śląską

Wybudowana w dużej mierze z myślą o transporcie towarów linia magistralna była intensywnie wykorzystywana w ruchu pasażerskim. W najlepszym okresie, przez Środę Śląską kursowało od 24 (w 1914) do 37 pociągów pasażerskich łączących Wrocław z Legnicą. Zatrzymujące się w Środzie Śląskiej pociągi lokalne przez cały okres przedwojenny prowadzone były przez lokomotywy parowe, choć pod koniec lat 20. dwudziestego wieku istniały daleko zaawansowane prace nad elektryfikacją odcinka Wrocław – Legnica, zaś w latach 1936–1939 w szybkiej komunikacji dalekobieżnej Berlin – Bytom przez Wrocław pojawiły się pierwsze spalinowe zespoły trakcyjne, osiągające prędkość maksymalną 160 kilometrów na godzinę (pociąg „Latający Ślązak”).

### Po 1945 r.
Linia kolejowa nr 275 wraz z nadejściem frontu została przekuta na szeroki tor (1520 mm), następnie przez dość długi czas znajdowała się pod administracją radziecką. Polskie Koleje Państwowe przejęły zarząd nad całą dolnośląską koleją od wojska radzieckiego 15 sierpnia 1945 r., natomiast 18 sierpnia 1945 r. formalnie zakończono odbudowę odcinka linii magistralnej między Wrocławiem a Bolesławcem. W pierwszej połowie 1946 roku między Legnicą a Wrocławiem kursowały zaledwie 4 pociągi dziennie, które trasę pokonywały w 2 godziny. Z czasem, w miarę naprawy urządzeń sterowania ruchem, torowiska i pozyskiwania taboru, sytuacja na linii powróciła do normalności.
Po wejściu Środy Śląskiej w granice Polski, kolejka dojazdowa była początkowo nieczynna, a ruch między stacją a centrum miasta zapewniała Państwowa Komunikacja Samochodowa. Przewozy na kolejce wznowiono przy użyciu klasycznych składów, złożonych z lokomotywy i wagonów, w roku 1949.
Na stacji Środa Śląska, w okresie funkcjonowania linii do Środy Śląskiej Miejskiej, istniały cztery posterunki techniczne:
- nastawnia dysponująca (ŚŚ), zlokalizowana po północnej stronie linii Wrocław - Legnica przy przejeździe kolejowo-drogowym,
- nastawnia wykonawcza (ŚŚ1), zlokalizowana od strony Miękini po południowej stronie linii,
- nastawnia wykonawcza (ŚŚ2), zlokalizowana od strony Malczyc po północnej stronie linii,
- posterunek dróznika przejazdowego[4].

Powojenny rozwój motoryzacji, m.in. krajowej produkcji autobusów i ciężarówek, sprawił, że przewozy na kolejce zawieszono w roku 1966. Po zlikwidowaniu infrastruktury kolejki średzkiej, co nastąpiło w 1968 r., zmieniono układ torowy stacji - przestała istnieć nastawnia ŚŚ2. Z czasem zlikwidowano odrębny posterunek dróżnika przy dworcu.
Od lat 60. XX w. parowozy prowadzące pociągi przez Środę Śląską zaczęły być stopniowo wypierane przez spalinowozy, które pod koniec lat 60. masowo trafiały do lokomotywowni we Wrocławiu Brochowie i Legnicy.
Solidne wyposażenie techniczne stacji z okresu przedwojennego, adekwatne do roli magistrali Wrocław - Berlin, funkcjonowało na średzkiej stacji, podobnie jak całej linii nr 275, do lat 80. XX w. Dobre parametry dawnej magistrali spowodowały również stosunkowo późne rozpoczęcie jej unowocześniania przez PKP. Od 1975 roku na odcinku Wrocław Żerniki - Legnica przerobiono tory na bezstykowe, co poprawiło komfort jazdy. W latach 1983 – 1984 dokonano elektryfikacji linii kolejowej nr 275 na pierwszym odcinku do Miłkowic. 28 grudnia 1984 r. przez ówczesną stację Środa Śląska przejechał oficjalnie pierwszy pociąg elektryczny, obsługiwany jednostką EN57. Równocześnie z elektryfikacją, mechaniczne urządzenia zabezpieczenia ruchu zastąpiono przekaźnikowymi, a semafory kształtowe – elektrycznymi. Zabudowano również elektryczne napędy zwrotnic.
Po zakończeniu elektryfikacji linii kolejowej do Węglińca, w połowie lat 80. w Środzie Śląskiej przestały się zatrzymywać pociągi pospieszne.

### Po 2000 r.

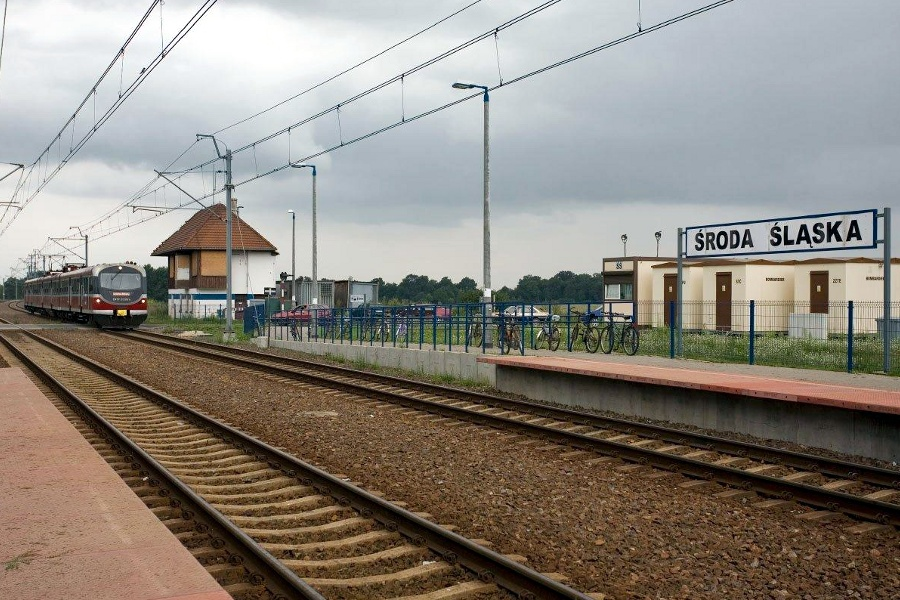
Fragment przystanku Środa Śląska w schyłkowym okresie funkcjonowania jako stacja. Widoczna m.in.stara, zamknięta nastawnia dysponująca oraz kontener (oznaczony symbolem ŚŚ) mieszczący nową nastawnię, która działała przed uruchomieniem zdalnego sterowania z LCS Wrocław Muchobór, a obecnie może być wykorzystywana w sytuacjach awaryjnych.

Po 2000 r., w związku z wpisaniem linii kolejowej nr 275 w paneuropejski korytarz transportowy E30, przeprowadzono gruntowną przebudowę linii wraz z większością stacji i przystanków, przy wykorzystaniu środków pomocowych Unii Europejskiej. W latach 2003–2004 rozebrano, następnie wybudowano od nowa przyległy do stacji szlak od strony Wrocławia (na odcinku od stacji Miękinia), natomiast w latach 2009 - 2011 - szlak od Środy Śląskiej w kierunku Legnicy (do stacji Malczyce). Przebudowa stacji Środa Śląska trwała od 7 kwietnia 2006 r. do 31 grudnia 2007 r. Prace objęły między innymi: wymianę układu torowego wraz z korektą geometrii torów, likwidację toru głównego dodatkowego nr 3 i budowę w jego miejscu nowego, standardowego peronu (zamiast dotychczasowego, wąskiej krawędzi peronowej z peronem ziemnym na międzytorzu), wymianę urządzeń sterowania ruchem i oświetlenia. Prace w Środzie Śląskiej wykonało Przedsiębiorstwo Robót Kolejowych i Inżynieryjnych, a wartość zrealizowanych robót wyniosła ponad 23 miliony złotych.
Wraz z unowocześnianiem stacji, stopniowo likwidowano kolejne, niepotrzebne już elementy infrastruktury. Magazyn towarowy w północnej części stacji wyburzono w 2005 r. Podczas wymiany torów stacyjnych i budowy nowych peronów w latach 2006-2007, zdemontowano żuraw wodny oraz wagę wagonową. Wpisana do ewidencji zabytków jako pompownia wieża wodna przy peronie 2 została rozebrana na początku 2008 r.
Budynek dworca przez wiele lat mieścił kasę biletową oraz poczekalnię. Pod koniec działalności, kasę prowadziła spółka PKP Przewozy Regionalne. Kasa została zlikwidowana na przełomie 2009 i 2010 r..
Przebudowa stacji nie obejmowała remontu budynku dworcowego. Po wyposażeniu peronów w wiaty przystankowe i likwidacji kasy, zamknięto poczekalnię dla podróżnych i budynek przestał pełnić funkcje obsługi podróżnych. Obecnie w budynku dawnego dworca znajdują się mieszkania.
Podczas modernizacji korytarza transportowego E30 stację przystosowano do zdalnego sterowania, następnie, w 2011 r., przemianowano na przystanek osobowy z ładownią i posterunkiem odgałęźnym. Od tego czasu, urządzenia sterowania ruchem kolejowym w Środzie Śląskiej są obsługiwane zdalnie z Lokalnego Centrum Sterowania (LCS) Wrocław Muchobór.
Od 15 grudnia 2013 r. wszystkie pociągi REGIO spółki Przewozy Regionalne - jedyne, jakie od czasu likwidacji pociągów pospiesznych zatrzymywały się na stacji w Środzie Śląskiej - obsługiwane jednostkami EN57, zostały zastąpione pociągami osobowymi Kolei Dolnośląskich, w większości obsługiwanymi elektrycznymi zespołami trakcyjnymi Newag Impuls.

## Linie kolejowe
Przystanek leży na linii kolejowej nr 275 Wrocław Muchobór – Gubinek. Na odcinku, na którym zlokalizowano przystanek, jest to linia: magistralna, dwutorowa, zelektryfikowana, normalnotorowa, znaczenia państwowego, objęta umowami AGC oraz AGTC.
W latach 1926–1966 istniała tzw. kolejka średzka - Linia kolejowa Środa Śląska – Środa Śląska Rynek zapewniająca dojazd do centrum miasta.

## Infrastruktura
W wojewódzkiej ewidencji zabytków województwa dolnośląskiego widnieje "zespół dworca kolejowego" w Środzie Śląskiej, w skład którego wchodzą:
- budynek dworca,
- nastawnia dysponująca,
- nastawnia wykonawcza,
- dom mieszkalny I,
- dom mieszkalny II,
- budynek gospodarczy I,
- budynek gospodarczy II,
- wieża wodna (wpisana jako "budynek pompowni", rozebrana w 2008 r.[23]),
- budynek WC[24].

Budowle nie są wpisane do rejestru zabytków.

### Budynek dworca
Stosunkowo nieduży, w porównaniu z okolicznymi stacjami na odcinku Wrocław - Legnica, budynek dworca kolejowego w Środzie Śląskiej nosi cechy architektury klasycystycznej (bryła budynku, układ okien). Styl ten był charakterystyczny dla budynków użyteczności publicznej budowanych w okresie powstawania linii, przy której zlokalizowano średzką stację. Z biegiem czasu elewację pozbawiono elementów dekoracyjnych (gzymsy, zegar na fasadzie), upodabniając w ten sposób średzki obiekt do pobliskich dworców w Malczycach i Miękini

### Nastawnie

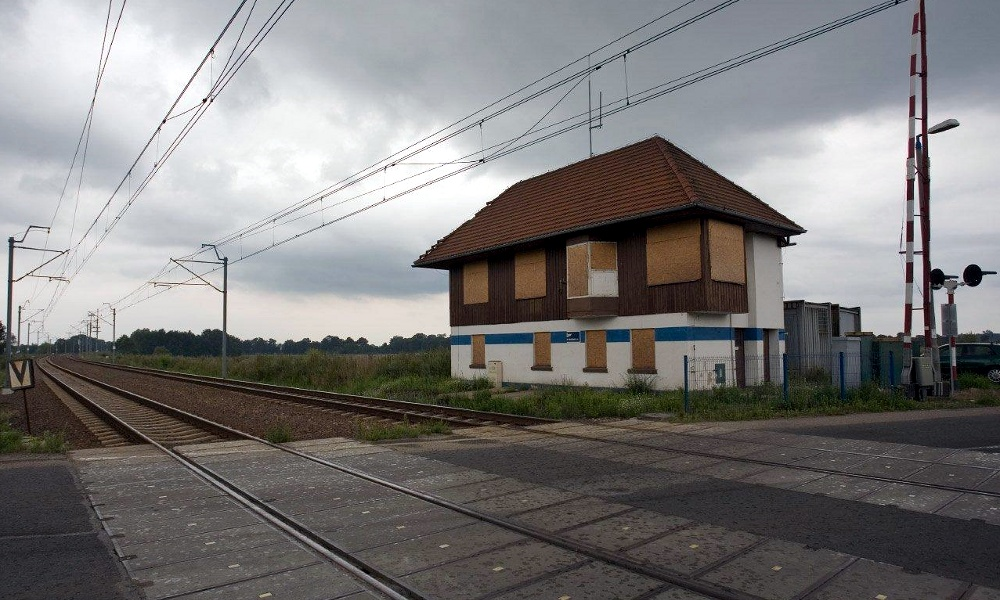
Zamknięty, zabezpieczony budynek dawnej nastawni dysponującej ŚŚ

Zachowane na stacji nastawnie: dysponująca ŚŚ oraz wykonawcza ŚŚ1 nie uczestniczą obecnie w obsłudze ruchu pociągów.
Sterowanie ruchem na całym odcinku linii z podg. Wrocław Muchobór do Legnicy (podg. Wielkie Piekary) od 2011 r. odbywa się z Lokalnego Centrum Sterowania Wrocław Muchobór.

### Perony
Na przystanku Środa Śląska istnieją obecnie dwa wysokie, jednokrawędziowe perony o wysokości 0,75 (peron nr 2) i 0,78 m (peron nr 1) ponad główkę szyny i długości użytkowej 200 m. Dojście na przystanek jest możliwe od ulicy Kolejowej w Środzie Śląskiej. Na peronach są ustawione ławki i wiaty przystankowe, na peronie 2 przy budynku dworcowym znajduje się ponadto wyremontowana, oryginalna wiata peronowa. Perony są wyposażone w oświetlenie, zegary oraz urządzenia megafonowe.
Dostęp do peronów dla osób o ograniczonych możliwościach poruszania się ułatwiają zejścia do ulicy Kolejowej zakończone pochylniami.

### Pozostała infrastruktura
Podczas modernizacji stacji w latach 2007-2008 przebudowano grupę torów towarowych, wchodzących obecnie w skład ładowni.
W pobliżu dawnej nastawni wykonawczej ŚŚ1 znajduje się punkt przeładunku gazu z cystern kolejowych.

## Połączenia kolejowe[28]

### Połączenia kolejowe (tabela)
| Stacja docelowa        | Przewoźnik          |
| ---------------------- | ------------------- |
| Białystok              | PKP Intercity       |
| Bolesławiec            | Koleje Dolnośląskie |
| Bolesławiec            | PKP Intercity       |
| Forst Lausitz          | Koleje Dolnośląskie |
| Jelcz-Laskowice        | Koleje Dolnośląskie |
| Jelenia Góra           | PKP Intercity       |
| Legnica                | Koleje Dolnośląskie |
| Legnica                | PKP Intercity       |
| Lubań Śląski           | Koleje Dolnośląskie |
| Lubań Śląski           | PKP Intercity       |
| Szklarska Poręba Górna | PKP Intercity       |
| Warszawa Wschodnia     | PKP Intercity       |
| Węgliniec              | Koleje Dolnośląskie |
| Węgliniec              | PKP Intercity       |
| Wrocław Główny         | Koleje Dolnośląskie |
| Wrocław Główny         | PKP Intercity       |
| Żary                   | Koleje Dolnośląskie |

## Ruch pasażerski
| Rok  | Wymiana pasażerska na dobę |
| ---- | -------------------------- |
| 2017 | 700-999                    |
| 2022 | 1 400                      |

## Komunikacja z dworcem
Przy ul. Kolejowej, przy wyjściu z peronów w kierunku centrum, znajduje się przystanek autobusowy. Od 2018 roku obsługiwany jest on przez linie miejskie i podmiejskie Średzkiej Komunikacji Publicznej, wcześniej przez placówkę terenową POLBUS-PKS Wrocław. Kursy autobusów są zsynchronizowane z odjazdami pociągów Kolei Dolnośląskich.
Utwardzony plac ładunkowy od strony Szczepanowa jest powszechnie wykorzystywany jako bezpłatny, niestrzeżony parking.